# Famille Cornu-Thénard
 (avril 2024).
Si vous disposez d'ouvrages ou d'articles de référence ou si vous connaissez des sites web de qualité traitant du thème abordé ici, merci de compléter l'article en donnant les références utiles à sa vérifiabilité et en les liant à la section « Notes et références ».
Pour les articles homonymes, voir Cornu.
Cette page explique l’histoire ou répertorie les différents membres de la famille Cornu-Thénard.
La famille Cornu-Thénard est une famille française.

## Filiation
- François Marie Louis Cornu (1812 - 1879) marié à Eugènie Sophie Poinsellier (1812-1843) ;
  - Maxime Cornu (1843-1901) botaniste français ;
  - Alfred Cornu (1841-1902), marié avec Marie Alice Vincent (1854-1902) ;
    - Marie Ernest André Cornu-Thénard (1881-1956) marié à Pauline Louise Victorine Thénard (1885-1963) (petite-fille du baron Louis Jacques Thénard, anobli en 1825), Capitaine de Réserve au 30e Régiment d'Artillerie, Ingénieur des Manufactures d'Etat. Professeur à l'Ecole des Mines. Chevalier de la Légion d'Honneur, rédacteur de la revue La Nature ;
      - François Alfred Marie Louis Cornu-Thénard (1911-2000), économiste marié à Bernadette Marie Élisabeth Donon ;
        - André Cornu-Thénard, phlébologue, marié à Elisabeth Touvenel ;
        - Pascal Cornu-Thénard, architecte, marié à Béatrice Baignières ;
          - Raphaël Cornu-Thénard marié à Marie Delamare Deboutteville, fondateur du Festival Anuncio ;

      - Bernard Arnould André Cornu-Thénard marié à Marie Madeleine Geneviève Victoire Ogereau ;
        - Alain Cornu-Thénard (1951-) associé de Rothschild & Cie ;
        - Bruno Cornu-Thénard marié avec Marie-Annick de Saint Rapt, directeur financier de la SNSM.

## Pour approfondir